# Waynehead – Echt cool, Mann!
Waynehead – Echt cool, Mann! (Originaltitel: Waynehead) ist eine kanadisch-US-amerikanische Zeichentrickserie des Schauspielers/Komikers Damon Wayans, die von 1996 bis 1997 auf Kids’ WB und von 1996 bis 1998 auf YTV lief. Sie war eine Koproduktion von Warner Bros. Animation und Nelvana, mit ausländischer Animation von TMS-Kyokuchi Corporation, Hanho Heung-Up Co., Ltd. und Philippine Animation Studio, Inc.
Die Serie wurde erstmals 1991 als The Wayneheads angekündigt. Es sollte ursprünglich eine Claymation-Serie werden und auf Fox ausgestrahlt werden. Das Konzept wurde zurückgestellt und als traditionell animierte Serie umgerüstet. Die Erstausstrahlung erfolgte in den Vereinigten Staaten am 19. Oktober 1996, in Kanada im November 1996. In Deutschland lief die Serie auf ProSieben, K-Toon und Junior. Seit dem 20. April 2021 wurde Waynehead auf iTunes, Amazon Video und Vudu veröffentlicht.
Waynehead dauerte 13 Folgen für eine Staffel; Warner Bros. erklärte, dass die Show nicht schwarz genug oder lustig genug war. Die Serie handelt von einem Jungen namens Damey Wayne aus armen Verhältnissen mit einem Klumpfuß und basiert auf Wayans’ eigener Kindheit im Stadtteil Chelsea im New Yorker Stadtbezirk Manhattan. Zu den Schauspielern, die Stimmen für die Show lieferten, gehörten Gary Coleman, Orlando Brown und Marlon Wayans.

## Episodenliste
| #  | Dt. Titel                           | Originaltitel                        | Handlung |
| -- | ----------------------------------- | ------------------------------------ | --- |
| 1  | Der Champion                        | Demon of The Dozens                  | Der klumpfüßige Damey hat einen hünenhaften Mitschüler beleidigt. Jetzt muss er in einem Wettkampf gegen ihn antreten. Es geht aber nicht um einen Schlagabtausch mit den Fäusten, sondern darum, den anderen mit Beleidigungen schachmatt zu setzen.                                                              |
| 2  | Geld stinkt doch!                   | No Mo' Money                         | Die Kids wollen unbedingt zur „Harlem-Woche“, aber ihnen fehlt das nötige Kleingeld. Nach mehreren gescheiterten Versuchen sieht Mo’ Money endlich die Chance gekommen, schnell reich zu werden: Er will fünf Dollar von Damey gewinnbringend investieren.                                                         |
| 3  | So richtig schlecht                 | Brothers And Bros.                   | Trotz seiner guten Leistungen in der Schule steht Damey im Schatten seines Bruders. Der hat gerade einen guten Job ergattert. Also beschließt Damey, von nun an so richtig schlecht zu sein, um endlich respektiert zu werden.                                                                                     |
| 4  | Hydrant des Grauens                 | Botswana Aki And The Hydrant of Doom | Damey muss mit Aki, dem „netten“ Nachbarsjungen aus Botswana spielen. Widerwillig gibt sich Damey mit Aki ab. Schließlich rettet er ihn sogar vor einem „Horrorhydranten“ |
| 5  | Und raus bist du!                   | 3 Hats And You're Out                | Dameys megacooler Cousin Three Hats aus L.A. ist in der Stadt. Alle Kids der Gang sind fasziniert von ihm. Nur Roz merkt, dass der betont lockere Typ bloß heiße Luft von sich gibt. Mit ihrer Meinung steht sie jedoch allein da und wird sogar von der Gang ausgeschlossen.                                      |
| 6  | Träum weiter, Dad!                  | Dad's A Spaz                         | Damey war wieder einmal zu vorlaut. Nun muss seinetwegen die Gang im Basketball gegen die Jungs von der St. Mary’s School antreten. In diesem Moment bietet sich Dameys Vater als neuer Trainer an. Aber es ist bald klar, dass er keine Ahnung von diesem Sport hat.                                              |
| 7  | Total verknallt                     | Be Mine...Or Else                    | Als Damey Roz vor bissigen Hunden rettet, erwacht in ihr die Liebe zu ihrem Helden. Jetzt muss sich Damey mit Händen und Füßen gegen ihre Zuneigung wehren. |
| 8  | Das Monster vom Central Park        | To Be Cool Or Not To Be              | Die Lehrerin erwischt Damey beim Lesen von Thor-Comics. Zur Strafe lässt sie ihn bei der Aufführung einer reichlich uncoolen Wikingeroper als Statisten mitmachen. Damit das seine Freunde nicht herausbekommen, erfindet Damey die Geschichte vom Central-Park-Monster, das er angeblich allabendlich beobachtet. |
| 9  | Alles voll im Griff                 | Special Delivery                     | Bei Dameys Mutter setzen plötzlich die Wehen ein. Weder Dameys Vater noch sein großer Bruder sind erreichbar. Jetzt muss Damey seine Mutter rechtzeitig ins Krankenhaus bringen. Ein Glück, dass er so gut improvisieren kann.                                                                                     |
| 10 | Wer ist der coolste am Straßenrand? | Quest For Fireworks                  | Durch ein Missverständnis avanciert Toof in den Augen der Kids zum Coolsten der Gegend. Deshalb soll er die Feuerwerkskörper für das Fest des Unabhängigkeitstages besorgen. Weil dies eigentlich Damey erledigen sollte, kommt es zwischen den beiden zu einem Machtkampf.                                        |
| 11 | Echt link                           | A Friend In Greed                    | Die Gang findet im Müll ein altes Grammophon und verkauft es für 50 Dollar an einen Pfandleiher. Toof soll auf das Geld aufpassen. Als das Geld dennoch verschwindet, verdächtigt jeder jeden. |
| 12 | Angeschmiert                        | Bummed Out                           | Damey hat mit DJ Funmaster Freddy die Bewohner eines Altenheims lächerlich gemacht. Jetzt fühlt er sich als der Gag-König schlechthin. Aber wenig später wird er selbst Opfer des professionellen Spaßmachers. |
| 13 | Dreibein Superheld                  | Rebel Without A Paw                  | Dreibein landet durch ein Missverständnis im Tierheim. Das ruft die Gang auf den Plan. Unter Roz’ unerschrockener Führung verschafft sie sich Zugang zu dem Gebäude, um ihren hilflosen Freund zu befreien. |